# Галаса Василь Михайлович
Васи́ль Гала́са (справжнє ім'я Ґаладза;  псевдо: «Орлан», «В'юн», «Зенон», «Назар», «Біс», «Дніпровський»; літературний псевдонім «Зенон Савченко»; 12 листопада 1920, с. Білокриниця, Підгаєцький район, Тернопільська область — 5 жовтня 2002, Київ, Україна)  — діяч українського національно-визвольного руху, крайовий провідник ОУН Північно-Західних Українських земель (ПЗУЗ), полковник УПА, в. о. командира УПА-Північ (січень 1951 — 11 липня 1953).

## Життєпис
Народився в сім'ї робітника-муляра Михайла Ґаладзи (1857—1922 р.р.) і Розалії, до шлюбу Баривка (1883 — після 1940). Українська родина Ґаладзи відома у Білокриниці з XVIII ст. Мати теж походила з Білокриниці, була охрещена в римо-католицькому обряді, з нею Михайло одружився третім шлюбом у 1919 або 1920 році. Мати працювала кухаркою в адвоката в Підгайцях. Крім Василя, в сім'ї були старші дочки Софія (1905—1950) і Поліна (можливо, від першого шлюбу матері), і ще один син, який помер через кілька днів після народження у 1922 р. Хата, в якій народився майбутній повстанський командир, стоїть і досі, нині її займає Білокриницька сільська рада.
Коли помер батько, Василеві було півтора року. Мати Розалія у 1924 році одружилася з Михайлом Гунчаком, жителем сусіднього села Старе Місто. У 1926 році вона продала хату в Білокриниці і купила півгектара землі в селі Олесин Бережанського повіту, де проживали її родичі, з наміром побудувати там хату. Туди ж віддала в найми дітей Поліну і Василя у травні 1926 року. Старша дочка Софія від 1922 року проживала в Трускавці. Сама Розалія перебралася до Олесина у 1934 році, мабуть, вже після смерті чоловіка.
В Олесині Василь відвідував чотирирічну школу. Тут здружився з Осипом Дяківим, майбутнім провідним діячем ОУН (псевдо «Горновий»), який мав визначальний вплив на формування його світогляду. Осип готувався до вступу в гімназію і мав глибші знання, ніж ті, які давала школа. Він був першим порадником Василя, допомагав йому в навчанні, вчив правдивої історії України, яка висвітлювалася в школі з антиукраїнських позицій. Після закінчення школи Василь самотужки продовжував вивчати основи всесвітньої історії, географії, фізики, хімії, українознавства. Перечитав багато художніх творів: «Кобзар» Тараса Шевченка, історичні повісті Андрія Чайковського, Михайла Старицького, спогади учасників визвольних змагань 1917—1921 років. Це поглиблювало й зміцнювало національну свідомість, формування якої довершила польська пацифікація українських сіл і міст у 1930 році.
1934 року в Олесині Розалія збудувала власну хату. Василь працював у бригаді мулярів. Навчився грати на скрипці й організував оркестр, з яким грав на забавах, весіллях. У ярмаркові дні працював у крамниці. Ці додаткові заробітки йшли на поповнення сімейного бюджету.

### Військово-політична діяльність
В Олесині діяв підпільний осередок ОУН, який очолював Осип Сірий. Улітку 1937 року за рекомендацією Сірого Василь Галаса став членом ОУН. Через декілька місяців його призначили районним провідником юнацької мережі ОУН. У травні 1939 року він був заарештований польською поліцією за приналежність до ОУН. Коли німецькі літаки почали бомбардувати Бережани, 16 вересня 1939 року тюремна сторожа випустила усіх в'язнів на волю. З приходом Червоної армії на західно-українські землі органи НКВД взяли під пильний контроль усіх, кого за політичну діяльність переслідувала польська влада. І вже 11 листопада В.Галаса знову потрапив у ту ж Бережанську тюрму, але тим разом вже як заарештований енкаведистами.
У травні 1940 року його маму вивезли до Сибіру, де вона й померла. Василь пробув у тюрмі до червня 1940 року. Після звільнення з тюрми більшовики безуспішно намагалися залучити його до співпраці. Восени цього ж року В.Галаса, щоб уникнути повторного арешту, був змушений перейти на нелегальне становище. В умовах глибокого підпілля він продовжував вишкіл патріотичного юнацтва та розбудовував осередки ОУН на території Бережанського району.

О. Дяків — «Горновий», О. Кусень — «Сірий», В. Галаса — «Орлан», 1930-ті роки

Після початку німецької окупації України з'явилися умови для перебудови діяльності ОУН. Після проголошення 30 червня 1941 року у Львові Акту відновлення Української держави ОУН почала організовувати місцеві органи влади. Це рішення було неприйнятним для німецьких окупантів і з вересня 1941 року німецька влада вимагала відмінити його. Оскільки С. Бандера і Я. Стецько не погодилися виконати цю вимогу, 15 вересня 1941 року вони були посаджені в гестапівську тюрму. Одночасно німці розпочали масові арешти членів та прихильників ОУН на всій території окупованої України. З близько 300 заарештованих членів ОУН 15 було розстріляно.

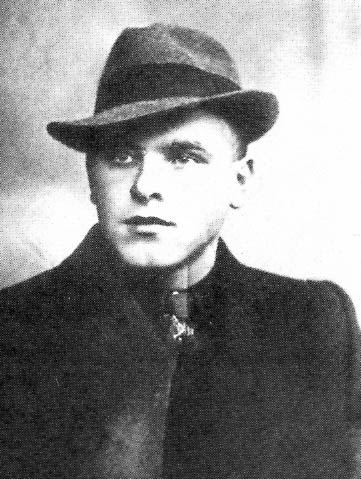
Василь Галаса — провідник ОУН Тернопільської округи, 1942 рік

З липня 1941 року Тернопільський повітовий провід ОУН призначив Галасу повітовим референтом пропаганди; після кількох місяців підпільної роботи він став повітовим провідником ОУН Тернопільщини. На початку 1942 року В. Галаса перебував на курсі-вишколі для керівників середньої ланки, який проводили Василь Кук («Леміш»), Василь Охримович («Пилип»), Ярослав Старух(«Синій»). Після навчання вже сам Галаса за період 1942—1943 років як окружний провідник спочатку Тернопільської, пізніше Чорківської та Бережанської округ провів на своїх теренах десятки таких вишколів.
Влітку наказом Проводу ОУН Галаса був призначений обласним провідником Перемишльської області.
У першій половині 1944-го року згідно з рішенням Проводу ОУН і наказом головного командира УПА Романа Шухевича («Тарас Чупринка») Василь Галаса разом з військовим референтом Яковом Чорнієм («Ударник») брав участь у творенні перших відділів УПА на Перемишльщині.
1945 року був призначений заступником крайового провідника Закерзонського краю Ярослава Старуха («Стяг») і керував діяльністю ОУН і УПА на території Перемишльщини і Лемківщини. На цьому посту він працював до вересня 1947 року. Написав брошуру «Українсько-польські взаємини» і десятки листівок та звернень із закликом до поляків припинити протиукраїнські виступи і зосередити свої сили проти спільного ворога. Відповідав за зв'язок УПА із Західною Європою, який здійснювався через Чехословаччину.

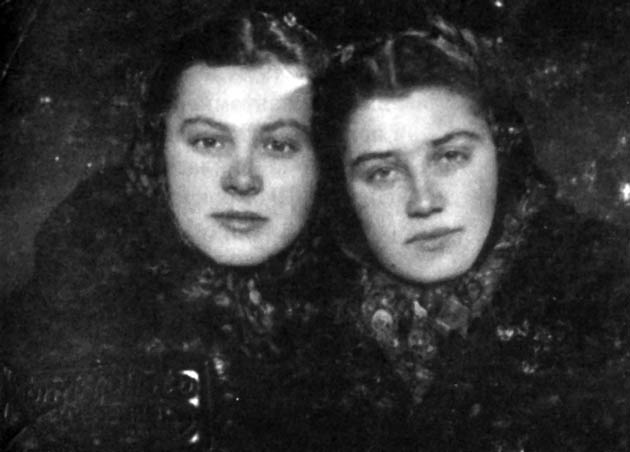
Марія Савчин — «Марічка» (зліва) і Наталка Козакевич — «Сіра», 1943 рік

У травні 1945 року В. Галаса одружився з Марією Савчин («Марічка») — надрайоновою УЧХ (Українського Червоного Хреста) Перемишльщини. 15 грудня 1946 року у Ґнєзно (Польща) Марія народила сина, якого охрестила і назвала Зеноном.
Галаса у цей час брав активну участь у підготовці відділів УПА до рейду в Словаччину, який був здійснений 1946 р. перед виборами до парламенту ЧССР. Повстанці протягом 2 тижнів пройшли через більше півсотні словацьких сіл, інформуючи населення про цілі визвольної боротьби українців та загрозу встановлення на території Словаччини тоталітарного більшовицького режиму.
Щоб побороти український рух опору на Закерзонні поляки за активної підтримки Кремля розпочали операцію «Вісла» — виселення майже півмільйона українців з їх прадавніх земель в Радянський Союз. У цій ситуації загони УПА потрапили у безвихідь, залишившись без підтримки українського населення: без харчів, одягу, медикаментів, поповнення.
Влітку 1947 року у розпалі акції «Вісла», згідно з рішенням керівництва Української Головної Визвольної Ради (УГВР), Проводу ОУН і головнокомандувача УПА Романа Шухевича Галаса організовував рейд відділів УПА через територію Чехословаччини в Західну Європу, щоб продемонструвати світові, що український народ продовжує визвольну боротьбу за свою державність.
12 травня 1947 року дружина Галаси Марія з сином була затримана у Кракові співробітниками МГБ. Усвідомлюючи, що сина від неї й так відберуть, шантажуватимуть ним під час тортур, щоб вона видала місце перебування чоловіка, Марія вирішила спробувати втекти, вистрибнувши через вікно. Втеча вдалася, але сина батькам уже ніколи не вдалося віднайти. За чутками його усиновив начальник місцевої служби безпеки Польщі.
У вересні 1947 року за наказом керівництва у зв'язку з цілковитим виселенням українського населення із Закерзоння Галаса з частиною підпільних кадрів перейшов в Україну, залишивши невеликі групи підпільників для підтримки зв'язків між Україною і закордоном.
У липні 1948 року Галасу призначили крайовим провідником ПЗУЗ (Північно-Західних українських земель) (Волинська, Рівненська, Житомирська області, а також заселені українцями райони Білорусі  — Берестейщина, Кобринщина, Пінщина). Дружина Марія залишилася в Галичині. На цьому терені він працював до липня 1953-го і керував усією підпільною роботою. Окрім організації збройного підпілля в окрузі, Василь Галаса налагодив роботу підпільної друкарні, яка друкувала редаговані ним журнали — «За волю нації» та «Молодий революціонер», статті та брошури «Платформа УГВР», «Універсал УГВР», «Хто такі бандерівці і за що вони воюють».
18 жовтня 1948 року у Василя і Марії народився син. Марія переховувалася з ним у рідному селі Василя Олесин у його сестри Поліни, пізніше у селі Геленка Козівського району. 19 січня 1949 року вона приїхала на зустріч з сестрою до Львова, де її підступно схопили співробітники МГБ. Серед її речей був лист від Василя, в якому він повідомляв, крім іншого, і про приблизне місце перебування. Погрожуючи повним знищенням рідні, Марію відправили до чоловіка з вимогою переконати його до співпраці з органами МГБ. У важкому душевному стані Марія найперше кинулася рятувати тримісячного сина, якого таємно погодилася прийняти двоюрідна сестра Василя Анастасія Мартиновська, яка з чоловіком та сином мешкала в Олесині. Після цього Марія розшукала свого чоловіка в криївці на Волині й розповіла про арешт та умову звільнення. МГБ направило війська та оперативні групи в район перебування Галаси для пошуку його та інших підпільників у криївках. Облави у селах і лісах повторювалися по декілька разів. У березні в селі Матіївці була викрита криївка, у якій перебувала група «Птаха» (Мирослав Сорока). Усі четверо підпільників застрелилися. Це була велика втрата для Василя — загинув друг і помічник, з яким він пройшов важкий шестирічний шлях боротьби від Закерзоння до Волині.
1950 року В. Галасу призначають членом Проводу ОУН та кооптують у члени Української Головної Визвольної Ради. 5 березня у селі Білогорща біля Львова загинув Головний командир УПА Роман Шухевич («Тарас Чупринка»). Його функції перебрав полковник УПА Василь Кук («Василь Коваль», «Леміш»).
У зв'язку з 10-річчям УПА УГВР нагородила Галасу Золотим Хрестом Заслуги і медаллю «За боротьбу в особливо важких умовах». 1952 року «Леміш» передав під керівництво Галаси ще Вінницьку та Кам'янець-Подільську області.
Кільце МГБ продовжувало невпинно звужуватися навколо Галаси та його побратимів. Разом з ним постійно перебувала й дружина. У квітні 1953 року створилася критична ситуація: зв'язки обірвалися, у найближчому оточенні залишилося кілька підпільників. Це спонукало Галасу до переходу на східні терени України, де населення не було настільки стероризоване МГБ, як на заході; та й на його думку, його смерть там мала б більший розголос і відгомін. Під час переходу, організованого окружним провідником ОУН Кам'янець-Подільської області «Скобом» (як виявилося, агентом МГБ "К 62" — справжнє прізвище СБУ приховує досі; за деякими даними це Михайло Качанівський — "Скоб", Качур"), 11 липня 1953 року Галасу з дружиною й охоронцем Чумаком схопила оперативна група МГБ, легендована під повстанців.
Їх перевезли у Київську в'язницю на вулиці Володимирській. Постійні допити та намовляння до співпраці тривали до 1958 року. Керівництво МГБ у Києві запропонувало вислати кур'єра від його імені у США для встановлення контакту з Проводом УГВР. Галаса не погоджувався на невідомого йому зв'язкового, погодившись врешті лише на кандидатуру дружини Марії Савчин, якій незаперечно довіряв. Заручниками в Україні залишалися їх родичі, син, якого виховувала родичка Василя Галаси, та й він сам. За таємною домовленістю Василя Галаси з дружиною, Марія повинна була розкрити плани МГБ і не повертатися в Радянський Союз. Перед від'їздом у 1954 році Марії до США їм дали змогу з вікна автомобіля побачити свого шестирічного сина Петруся, якого виховувала кузинка Василя Анастасія Сута (після смерті чоловіка вона одружилася і переїхала до чоловіка у с. Великі Гаї біля Тернополя).
Марія Савчин виконала свою місію і розкрила провокаційні плани МГБ, скеровані на знищення українських визвольних осередків за кордоном. З того часу мешкає у США, має іншу родину.
1958 року Галасу засуджено до 10 років ув'язнення. Покарання відбував у таборі для кримінальних злочинців у Житомирі.

### Після звільнення з ув'язнення
1960 року під час «хрущовської відлиги» для пропаганди «нового демократичного» курсу комуністичної партії та уряду СРСР Василя Галасу, як і багатьох політичних в'язнів, «звільнили» під нагляд КДБ.
1962 року Галаса одружився вдруге (дружина Людмила вже мала шестирічного сина). Галаса забрав до себе Петруся. Жили вони у Києві під постійним наглядом КДБ. Спочатку Галаса працював слюсарем-складальником на заводі медичного устаткування. 1967 року закінчив вечірнє відділення Київського інституту народного господарства, після чого аж до виходу на пенсію у 1993 році працював економістом-плановиком на заводі напівпровідникових приладів.
Після проголошення незалежності України Василь Галаса працював позаштатним співробітником інституту історіографії НАНУ (з 1992), збирав та опрацьовував архівні матеріали з історії ОУН, УПА і УГВР. Брав участь у написанні 1-го тому Літопису УПА нової серії. Був членом Київського братства ОУН і УПА, брав активну участь в його заходах. Часто виступав перед студентами, військовими на теми національно-визвольної боротьби та необхідності розбудови Української держави. Опублікував низку статей на ці теми в українській і польській пресі.
Помер Василь Галаса 5 жовтня 2002 року. Похований у Києві на цвинтарі «Берківці».

## Нагороди
- Згідно з Постановою УГВР від 7.10.1946 р. і Наказом Головного військового штабу УПА ч. 2/46 від 10.10.1946 р. заступник керівника Закерзонського крайового проводу ОУН Василь Галаса – «Зенон» нагороджений Срібним хрестом заслуги УПА.
- Згідно з Постановою УГВР від 25.07.1950 р. і Наказом Головного військового штабу УПА ч. 2/50 від 30.07.1950 р. керівник крайового проводу ОУН Північно-західних українських земель Василь Галаса – «Зенон Савченко» нагороджений Золотим хрестом заслуги УПА.

## Вшанування пам'яті
- У багатьох містах України є Вулиця Героїв УПА, до яких належить і Василь Галаса.
- 23.01.2018 р. від імені Координаційної ради з вшанування пам’яті нагороджених Лицарів ОУН і УПА у м. Київ Срібний хрест заслуги УПА (№ 036) та Золотий хрест заслуги УПА (№ 016) передані Петру Галасі, сину Василя Галаси – «Зенона»-«Зенона Савченка».